# Ines Vogelgesang

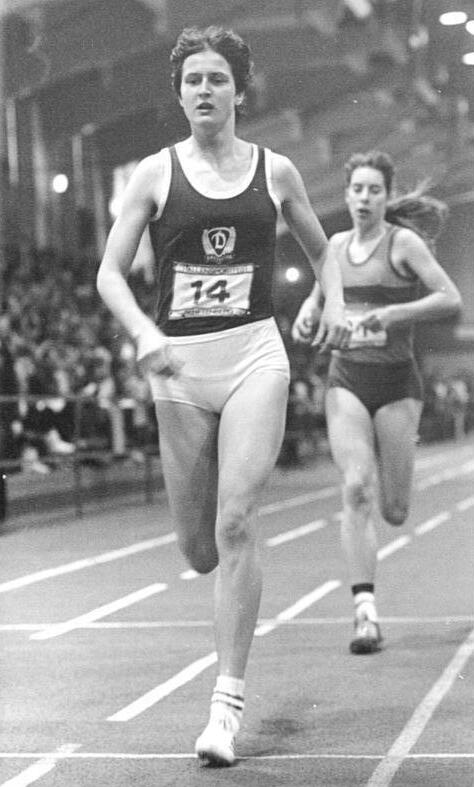
Ines Vogelgesang (vorne) bei den DDR-Leichtathletik-Hallenmeisterschaften 1983

Ines Vogelgesang (* 27. November 1963) ist eine ehemalige deutsche Mittelstreckenläuferin, die sich auf die 800-Meter-Distanz spezialisiert hatte und für die DDR startete.
Im Jahr 1983 wurde sie DDR-Meisterin und Fünfte bei den Leichtathletik-Halleneuropameisterschaften in Budapest.
Ines Vogelgesang startete für den SC Dynamo Berlin.

## Persönliche Bestzeiten
- 400 m: 53,43 s, 15. September 1982, Berlin
- 800 m: 1:58,36 min, 27. Juli 1983, Leipzig
  - Halle: 2:00,4 min, 20. Februar 1983, Senftenberg (überlange Bahn)

| Personendaten    | Personendaten                   |
| ---------------- | ------------------------------- |
| NAME             | Vogelgesang, Ines               |
| KURZBESCHREIBUNG | deutsche Mittelstreckenläuferin |
| GEBURTSDATUM     | 27. November 1963               |